# Johann Friedrich Ebner
Johann Friedrich Ebner (* 17. August 1748 in Stuttgart; † 15. Juni 1825 ebenda) war ein deutscher Kunstverleger.

## Leben
Johann Friedrich Ebner war der älteste Sohn des Johann Jakob Ebner und seiner Ehefrau Rosine Magdalene, geb. Held. Seine jüngeren Geschwister waren Christian Gottlob Ebner, der später die Stettinsche Buchhandlung in Ulm innehatte, und Friederike Christiane Ebner, die den Registrator Friedrich Hölder heiratete.
Johann Friedrich Ebner schloss eine kaufmännische Lehre in Stuttgart ab. Seine erste Frau, Maria Elisabeth Walz, heiratete er 1773; die Verbindung blieb kinderlos und endete nach zwei Jahren mit dem Tod der Ehegattin. 1775 heiratete Ebner Juliane Friederike Hebich, Bürgermeisterstochter aus Böblingen, mit der er neun Kinder bekam. In den Jahren 1780 bis 1785 leitete er ein Kunstinstitut, das Herzog Carl Eugen an das Ludwigsburger Waisenhaus angeschlossen hatte. Dort wurden Maler und Modelleure für die Porzellanmanufaktur ausgebildet. Ab 1785 betrieb Ebner in der Grabenstraße 7 in Stuttgart eine Handlung für Mal- und Zeichenbedarf, die später in die Obere Königstraße (Nr. 29) umzog. Nach dem Tod des Herzogs Carl Eugen kauften sowohl Ebner als auch sein Konkurrent Cotta Teile der Hinterlassenschaften der Hofdruckerei in der Hohen Karlsschule, die nach dem Ableben des Herzogs bald aufgelöst worden war. Ebner geriet auf diese Weise in den Besitz zahlreicher Druckplatten des württembergischen Hofkalenders, was wohl Einfluss auf den späteren Schwerpunkt des Verlages hatte: Bildbände bzw. Bilderserien zu Württemberg sollten einen wesentlichen Anteil seines Angebotes ausmachen. 1793 gab Johann Friedrich Ebner jedoch auch ein Magazin der neuesten Moden aus England und Frankreich in 36 Heften heraus.
Nachdem 1810 die Rapp-Cottasche Steindruckerei in der Alten Kanzlei geschlossen worden war, wurde Ebners Geschäft um eine Stein- und Kupferdruckerei erweitert. Bis 1817 war das die einzige lithographische Druckerei in Stuttgart. Die Leitung hatte Ebners Sohn Karl August inne. Karl August Ebner zog mit dieser Druckerei bald in die Christophstraße um und gründete dort später den Verlag Ebner & Seubert, in dessen Leitung im Jahr 1840 sein Sohn Albert Ebner eintrat. Nach dem Ausscheiden Seuberts im Jahr 1850 wurde Eduard Ebner als Teilhaber aufgenommen; 1868 ging dieses Geschäft an Ludwig Ebner über und schließlich 1883 im Verlag von Paul Neff auf.
Ein weiterer Sohn Johann Friedrich Ebners, Georg Ebner, übernahm später den Verlag seines Vaters. Johann Friedrich Ebner, Württembergs erster Kunstverleger, brachte unter anderem Werke von Eberhard Emminger, Carl Urban Keller, C. F. Keller, Caspar Obach und Johannes Wölffle heraus. Daneben druckte er ab 1800 das Stuttgarter Adressbuch.
Das Grab Ebners und seiner zweiten Frau auf dem Hoppenlaufriedhof ist erhalten geblieben, es besitzt eine große, gewölbte Grabplatte auf einem Sockel aus rotem Sandstein.